# Marc Forster
Marc Forster (født 30. november 1969 i Ulm) er en tysk-schweizisk filminstruktør og manuskriptforfatter. Han har instrueret film som Monster’s Ball, Finding Neverland og Drageløberen og har instrueret den 22. James Bond-film Quantum of Solace. Han takkede nej til at instruere Harry Potter og fangen fra Azkaban.
Marc Forster blev født i den tyske delstat Baden-Württemberg og voksede op i Davos, et kendt vintersportssted i den schweiziske kanton Graubünden. Faderen var schweizisk læge og moderen tysk arkitekt. Faderen, Rolf Forster, ejede et lægemiddelfirma og blev meget velstående i løbet af 1970'erne.

## Udvalgt filmografi
- Monster's Ball (2001)
- Finding Neverland (2004)
- Stranger than Fiction (2006)
- Drageløberen (2007)
- Quantum of Solace (2008)